# ژوآن انگلستان، ملکه اسکاتلند
ژوآن انگلستان، ملکه اسکاتلند (انگلیسی: Joan of England, Queen of Scotland؛ ۲۲ ژوئیه ۱۲۱۰ – ۴ مارس ۱۲۳۸ (aged 27)) ملکه اسکاتلند تا زمان مرگ همسرش، الکساندر دوم، پادشاه اسکاتلند بود.